# Vabel
En vabel er en væskefyldt blære, som kan gøre ondt.
Der er flere årsager til vabler:
- Man får dem ved for meget friktion på huden. De forekommer ofte på fødderne pga. gnavende sko, men kan dog også forekomme på hænder pga. hårdt håndarbejde.
- Brandvabel; i munden pga. for varm mad – eller på huden.
- Visse insektstik forårsager vabler.

Væsken i en vabel kaldes lymfevæske
| Anatomi | Spire Denne artikel om anatomi er en spire som bør udbygges. Du er velkommen til at hjælpe Wikipedia ved at udvide den. |